# 警戒號巡防艦
警戒号巡防艦（俄语：  Сторожевой）是蘇聯海軍一艘风暴海燕级护卫舰，可用於反潛作戰。这艘船隶属于苏联波羅的海艦隊，并以波羅的斯克為基地。1975年11月，瓦列里·萨布林在這艘船隻上發動兵變。
警戒号巡防艦一直服役到1990年代后期。後來該軍艦隸屬於俄罗斯太平洋舰队，最終被俄羅斯卖给印度。